# Toledo Futsal
O Toledo Futsal é um clube de futsal profissional, brasileiro, da cidade Toledo, que se situa na Região Oeste do Paraná. Em 2017 foi feita uma fusão da Associação Toledana Amigos do Futsal e do Toledo Esporte Clube (clube de futebol de campo) que teve como objetivo de fortalecer a cultura esportiva da região e projetar o nome de Toledo para todo o país, unindo os dois esportes com maior audiência na cidade. Em 2018, a parceria foi desfeita e a equipe voltou a se chamar ATAF - Toledo Futsal e atualmente compete na principal divisão do salonismo do estado à Chave Ouro. Fundada oficialmente em 7 de fevereiro de 2014, a equipe é considerada sucessora dos antigos times da cidade que disputaram o Parananense da Chave ouro desde o início dos Anos 2000, como por exemplo à Associação de Futsal de Toledo, que chegou ao vice-campeonato estadual em 2003. O clube teve uma rápida ascensão dentro do salonismo parananense: em 2014, ano de fundação, conseguiu o acesso a segunda divisão depois de um terceiro lugar na Chave Bronze, no ano seguinte se sagrou campeão da Chave Prata, garantindo lugar na principal divisão do salonismo estadual, à Chave Ouro.
As cores e uniformes do clube são as cores da cidade: verde, vermelho, e branco. Tendo como local de mando dos jogos, o Ginásio de Esportes Alcides Pan, com capacidade para 4.000 espectadores. Seu principal rival é o Cascavel, sendo que as duas equipes protagonizam o Clássico da Soja.

## Últimas Temporadas
Legenda:
| Campeão Vice-campeão | Rebaixado à divisão inferior. Campeão e promovido à divisão superior. Promovido à divisão superior. |

## Títulos

### Estaduais
- Campeonato Paranaense de Futsal Chave Prata: 1 (2015)